# کلیرمیل (کالیفرنیا)
کلیرمیل (به انگلیسی: Clare Mill) یک منطقهٔ مسکونی در ایالات متحده آمریکا است که در شهرستان مندوسینو، کالیفرنیا واقع شده‌است. کلیرمیل ۲۹۳ متر بالاتر از سطح دریا واقع شده‌است.